# Debelt
Debelt (bulgariska: Дебелт) är ett distrikt i Bulgarien.   Det ligger i kommunen Obsjtina Sredets och regionen Burgas, i den östra delen av landet, 300 km öster om huvudstaden Sofia.
I omgivningarna runt Debelt växer i huvudsak lövfällande lövskog. Runt Debelt är det ganska glesbefolkat, med 24 invånare per kvadratkilometer.